# Lincoln Almond
Lincoln Carter Almond (16 juin 1936 - 2 janvier 2023) est un avocat et homme politique américain qui est le 72e gouverneur du Rhode Island de 1995 à 2003. Membre du Parti républicain, il est auparavant procureur des États-Unis pour le district de Rhode Island de 1969 à 1978, puis de 1981 à 1993.

## Jeunesse et début de carrière
Almond est né le 16 juin 1936 à Pawtucket, Rhode Island, de Thomas Clifton Almond et Elsie (Carter) Almond. Il grandit à Central Falls jusqu'à ce que sa famille déménage à Lincoln en 1947. Il fréquente le lycée voisin de Central Falls, car il n'y a pas de lycée à Lincoln à l'époque. Il obtient un baccalauréat en sciences de l'Université du Rhode Island en 1959 et un doctorat en droit de la Faculté de droit de l'université de Boston en 1961. Par la suite, il commence sa carrière en tant qu'avocat en exercice dans le Rhode Island.
Almond est nommé administrateur de la ville de Lincoln, Rhode Island, en janvier 1963 et est ensuite élu pour trois mandats, occupant ce poste jusqu'en juin 1969. En tant qu'administrateur de la ville, Almond entreprend d'importantes améliorations du système d'eau municipal et un programme de construction d'écoles, dont un lycée, pour accueillir une population d'écoliers en pleine expansion. Il est également responsable de la construction d'un nouveau poste de police et d'un hôtel de ville à Lincoln. Après avoir servi comme administrateur municipal, Almond est directeur puis président de la Blackstone Valley Development Corporation, une société à but non lucratif qui développe des parcs industriels à Lincoln, Cumberland et Smithfield.

## Procureur des États-Unis, district de Rhode Island
Avant d'être élu gouverneur, Almond est procureur américain auprès du tribunal de district des États-Unis pour le district de Rhode Island sous les présidents Richard Nixon, Gerald Ford, Ronald Reagan et George H. W. Bush, de 1969 à 1978, puis de 1981 à 1993. En tant que procureur américain, Almond met l'accent sur l'application de la loi dans le domaine du crime organisé, de la drogue et de la criminalité en col blanc, notamment la corruption politique.
Almond accomplit un certain nombre de réalisations de grande envergure au cours de son mandat. En 1970, le procureur général Elliot Richardson crée un comité consultatif de 15 procureurs américains pour conseiller le procureur général. Almond siège à ce comité et conseille les procureurs généraux Richardson, William Saxbe, Edward Levi et Griffin Bell sur les questions d'allocation des ressources, les priorités civiles et pénales et les priorités de la législation fédérale. Almond supervise d’importantes poursuites et confiscations de drogue qui bénéficient d'une attention nationale. Durant le mandat d'Almond, Providence, Rhode Island, a servi de base à la famille criminelle Patriarca, ce qui conduit à plusieurs poursuites de haut niveau par les procureurs américains de la Nouvelle-Angleterre, dont Almond. Il supervise un certain nombre d'affaires de corruption politique, principalement à Providence et à Pawtucket,.

## Mandat de gouverneur
Almond se présente sans succès au Congrès américain en 1968, et il est le candidat républicain au poste de gouverneur en 1978, battu par le gouverneur sortant J. Joseph Garrahy. Dans ce qui est considéré comme une surprise lors des primaires républicaines de 1994 pour le poste de gouverneur, Almond marque son retour politique en battant le candidat républicain largement favori, le représentant américain Ron Machtley. Il bat ensuite la sénatrice démocrate Myrth York, qui a elle-même créé la surprise en battant le gouverneur sortant Bruce Sundlun (en) lors des primaires démocrates. Il est le premier gouverneur à exercer un mandat de quatre ans en vertu des modifications apportées à la Constitution de Rhode Island, et le premier à être limité à deux mandats. Les mandats précédents à l'échelle de l'État étaient de deux ans, sans limite de mandat,. Il quitte son poste en 2003, au bout de deux mandats.

## Fin de carrière
Après avoir quitté ses fonctions, Almond est nommé en 2005 par le gouverneur Donald Carcieri pour diriger une enquête sur les pratiques de la Beacon Mutual Insurance Company, un assureur d'indemnisation des accidents du travail créé par l'État de Rhode Island en 1994. Le rapport très critique conduit à des changements substantiels dans la direction et les pratiques au sein de l’entreprise.
En 2006, l'Assemblée générale de Rhode Island approuve un référendum des électeurs pour permettre à Harrah's Entertainment d'exploiter un casino en partenariat avec la tribu indienne Narragansett. Almond dirige une coalition d'opposants à la proposition, et malgré les importantes dépenses publicitaires de Harrah's, la proposition est rejetée.

## Vie privée
Lincoln Almond et sa femme Marilyn vivaient à Kingston, Rhode Island et Wellfleet, Massachusetts. Ils ont deux enfants. Leur fils, Lincoln Douglas Almond, est juge fédéral dans le Rhode Island. Almond est épiscopalien et membre de l'église Saint-Georges de Central Falls.
Almond est décédé le 2 janvier 2023, à l'âge de 86 ans.